# DinoSol
Dinosol Supermercados S.L. är ett spanskt företag inom daglugvaruhandel mest känt för sina livsmedelsbutiker HiperDino, med cirka 200 butiker på Kanarieöarna. Företaget ägs sedan 2012 av AJA Investments. Kedjan har fem olika varumärken.
Företaget HiperDino grundades år 1978 av bröderna Domínguez.